# Sovereign (Schiff)
Die Sovereign ist ein etwa 67 Meter langer Ankerziehschlepper des von Rolls-Royce Ulstein entworfenen Typs UT 719-T.

## Geschichte
Das Schiff wurde im Jahr 2003 als Anglian Sovereign für das britische Unternehmen Klyne Tugs mit Sitz in Lowestoft gebaut. Bauwerft war, wie für das Schwesterschiff Anglian Princess, die chinesische Werft Yantai Raffles Shipyard. Das Schiff, das unter der Flagge des Vereinigten Königreichs betrieben wurde, war im Hafen von Lerwick stationiert und diente als Notschlepper für das Seegebiet der Orkneys und Shetlands.
Im Jahr 2012 wurde das Schiff an Smit Internationale verkauft und unter die Flagge der Bahamas gebracht.

## Technik und Ausstattung
Das Schiff wird von zwei 16-Zylinder-Dieselmotoren des Typs Wärtsilä 32 mit einer Leistung von insgesamt 12.000 kW angetrieben, die über Getriebe auf zwei in festen Kortdüsen laufende Verstellpropeller wirken. Weiterhin verfügt das Schiff über zwei elektrisch betriebene Querstrahlsteueranlagen im Bug (je 588 kW) und eine weitere im Heck (660 kW).
Der Decksaufbau befindet sich im vorderen Bereich des Schiffes. An Bord stehen 14 Einzel- und drei Doppelkabinen sowie u. a. ein Hospital und Büro- und Aufenthaltsräume zur Verfügung. Hinter dem Decksaufbau befinden sich verschiedene Winden und der Deckskran mit einem Hubvermögen von 3 t sowie ein 344 m² großes Arbeitsdeck, das mit maximal 5 t/m² bzw. maximal 10 t/m² hinter Spant 23 belastet werden kann.

## Bekannte Einsätze
Das Schiff kam im Juli 2012 bei der Havarie des Containerschiffs MSC Flaminia und im Februar 2022 bei der Havarie der Mumbai Mærsk zum Einsatz.

## Schwesterschiff
Mit der baugleichen Princess (Baujahr 2002) ist ein Schwesterschiff der Sovereign ebenfalls für Boskalis/Smit Salvage im Einsatz.